# 水野良
水野良（日语：みずの りょう，1963年7月13日—），本名榎本武士（日语：えのもと たけし），因作品《罗德斯岛战记》和《魔法战士李维》而知名的日本奇幻小说家和游戏设计师。出生于大阪府，毕业于立命馆大学法学部。

## 外部連結
- 水野良公式サイト
- 水野良的X（前Twitter）